# Calice Ligure
Càlice Lìgure ( Carxi o Corxi in ligure) è un comune italiano di 1 681 abitanti della provincia di Savona in Liguria.

## Geografia fisica
Il comune è situato nell'entroterra di Finale Ligure, nella piana fertile sita alla confluenza del torrente Carbuta con il torrente Pora, il nucleo abitato è equilibrato e vasto, gli scenari montani tutt'attorno sono ricchi e suggestivi, il centro abitato è curato e in continua equilibrata espansione.

## Storia

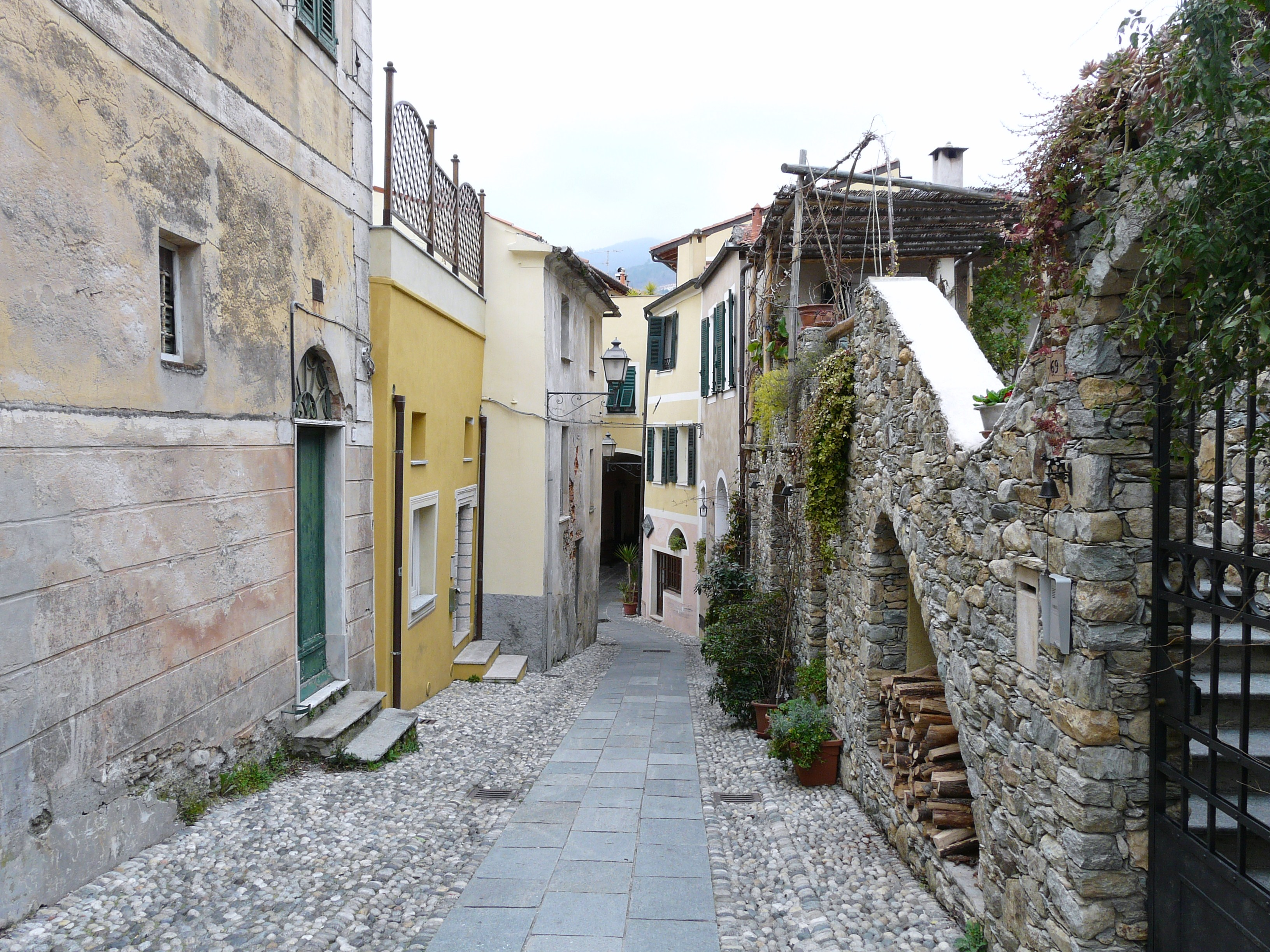
Scorcio del centro storico di Calice Ligure

L'antico territorio di Calice, di cui non rimangono riferimenti e ritrovamenti di una possibile testimonianza di epoca romana, venne compreso nella marca aleramica di Aleramo del Monferrato dal X secolo. In seguito, divenne possedimento di Bonifacio del Vasto nel 1091 e in successione al figlio di quest'ultimo: Enrico I Del Carretto.
Citato per la prima volta in un documento del 1233 e dominio quindi della famiglia Del Carretto di Savona, il feudo calicese entrò a far parte del Marchesato di Finale seguendone le sorti. Proprio le fonti storiche locali testimoniano la fedeltà dei Calicesi verso il marchesato carrettesco, alleanza che nel tempo fu ricambiata con donazioni e protezioni da parte degli stessi marchesi, tra i quali nel 1449 dal marchese Galeotto I Del Carretto che donò una coppa d'argento istoriato alla locale chiesa parrocchiale per la fedeltà prestata nella guerra contro Genova.
Tuttavia, quasi cent'anni dopo le parti si rovesciarono e proprio dal borgo di Calice, capitanate dal locale e umile contadino Antonio Capellino, prese avvio, nel 1558, la rivolta paesana contro il malgoverno del marchese finalese Alfonso II Del Carretto che ben presto si estese a tutto il marchesato. Una diffusa leggenda locale racconta che lo stesso Antonio Capellino, nel giorno del suo matrimonio, anziché consegnare la propria moglie per il rito feudale dello ius primae noctis, alla testa di un centinaio di uomini portò al marchese Alfonso un'asina.
Seguì pertanto le vicissitudini del marchesato finalese con la dominazione del Regno di Spagna dal 1598 al 1713, e del successivo acquisto da parte della Repubblica di Genova che mantenne il controllo del marchesato fino al 1796. Il territorio calicese fu teatro sul finire del XVIII secolo degli scontri tra l'esercito francese e l'armata austro-piemontese nel 1794 e ancora nel luglio del 1795 con gravosi fatti di rappresaglie da ambe le parti. Antica testimonianza della presenza di Napoleone Bonaparte e del suo esercito sono il ritrovamento delle trincee nella località di Pian dei Corsi.
Con la dominazione francese napoleonica il territorio di Calice rientrò dal 2 dicembre 1797 nel Dipartimento del Letimbro, con capoluogo Savona, all'interno della Repubblica Ligure. Dal 28 aprile 1798 con i nuovi ordinamenti francesi, fece parte del I Cantone, capoluogo Finale, della Giurisdizione delle Arene Candide e dal 1803 centro principale del V Cantone delle Arene Candide nella Giurisdizione di Colombo. Annesso al Primo Impero francese dal 13 giugno 1805 al 1814, venne inserito nel Dipartimento di Montenotte. Tra il 1805 e il 1806 le municipalità di Carbuta e di Monticello verranno soppresse e inglobate come frazioni - rispettivamente - nel comune di Calice e di Finalborgo.
Nel 1815 fu inglobato nella provincia di Albenga del Regno di Sardegna, così come stabilì il Congresso di Vienna del 1814, e successivamente nel Regno d'Italia dal 1861. Dal 1859 al 1926 il territorio fu compreso nel IV mandamento di Finalborgo del circondario di Albenga facente parte della provincia di Genova; nel 1927 con la soppressione del circondario ingauno passò, per pochi mesi, nel circondario di Savona e, infine, sotto la neo costituita provincia di Savona.
Nel 1863 assume la denominazione di Calice Ligure. Subisce gli ultimi aggiustamenti al territorio comunale nel 1870 quando le fu unito il soppresso comune di Perti e ancora nel 1877 quando la stessa frazione viene distaccata e aggregata al comune di Finalborgo.
Nelle ultime fasi calde della seconda guerra mondiale il territorio di Calice Ligure fu interessato da una rappresaglia di alcuni membri appartenenti alla 3ª Divisione fanteria di marina "San Marco", impegnata nei rastrellamenti contro le forze partigiane, responsabili dell'uccisione, il 2 febbraio 1945, di undici giovani partigiani presso Pian dei Corsi.
Dal 1973 al 31 dicembre 2008 ha fatto parte della Comunità montana Pollupice e, con le nuove disposizioni della Legge Regionale nº 24 del 4 luglio 2008, fino al 2011 ha fatto parte della Comunità montana Ponente Savonese.

### Simboli
Stemma
Lo stemma è stato concesso con regio decreto del 9 giugno 1930 e registrato con leggi patenti il 7 gennaio 1932.
Nei primi anni del XX secolo il comune adottò un diverso stemma comunale, di forma ovale, disegnato dall'Istituto Araldico di Roma e così descritto:
Gonfalone

## Monumenti e luoghi d'interesse

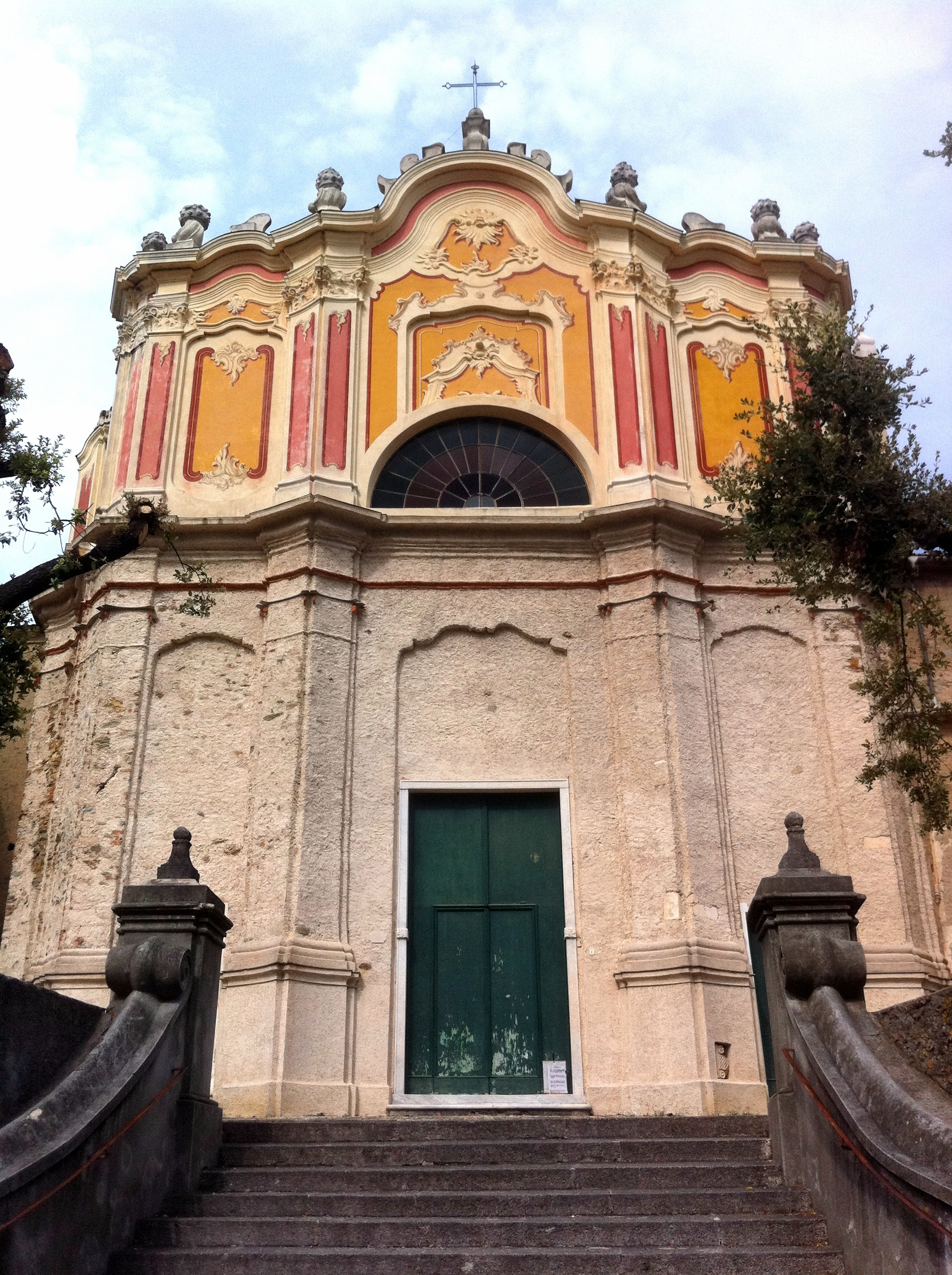
La parrocchiale di San Nicolò

### Architetture religiose
- Chiesa parrocchiale di San Nicolò nel capoluogo. Edificata nel XVIII secolo, sui resti di una già preesistente fabbrica del Duecento, presenta una pregiata facciata in stile barocco a due ordini e decorata con stucchi.
- Oratorio di San Carlo nel capoluogo, risalente alla metà del Settecento e attiguo alla parrocchiale.
- Cappella di Santa Libera lungo la strada provinciale 17 per Rialto. Fu eretta nel 1550 e venne restaurata nel 1723.
- Chiesa di San Lazzaro lungo la strada per Gorra (Finale Ligure), presenta un portale del Rinascimento.
- Chiesa di San Sebastiano lungo la strada per Finalborgo. La struttura è risalente all'ultimo quarto del XV secolo e fu edificata per volere del cardinale finalese Carlo Domenico Del Carretto in stile gotico-rinascimentale. Presenta tre navate, un'abside poligonale e un portale del Cinquecento.

### Architetture civili
- Palazzo del Comune a Calice Ligure, edificato tra il 1936 e il 1938.
- Palazzo Bolla a Calice Ligure.
- Palazzo Cesio a Calice Ligure.

## Società

### Evoluzione demografica
Abitanti censiti

### Etnie e minoranze straniere

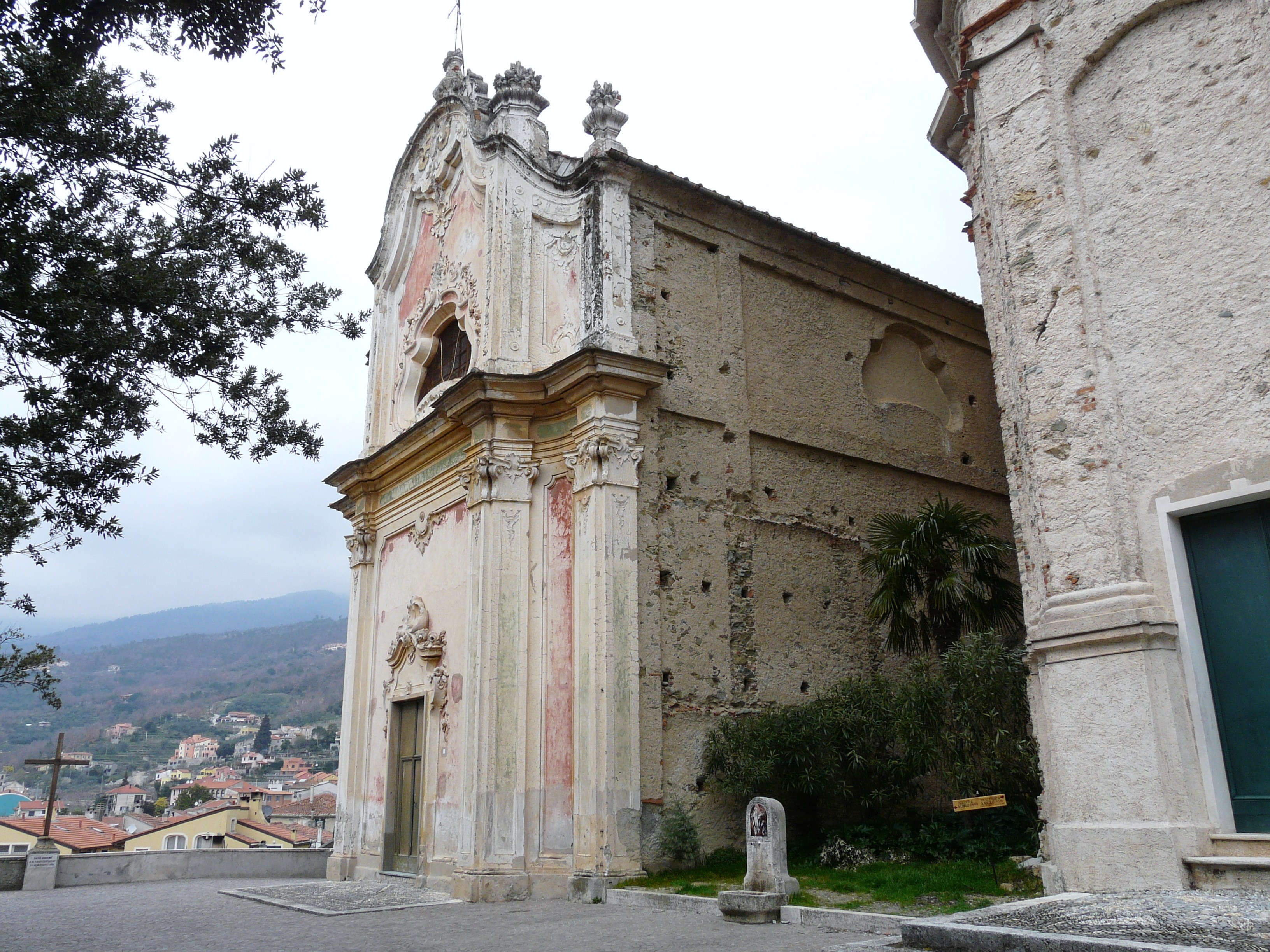
L'oratorio di San Carlo

Secondo i dati Istat al 31 dicembre 2019, i cittadini stranieri residenti a Calice Ligure sono 40.

## Cultura

### Istruzione

#### Musei
- Museo d'arte contemporanea della Casa del Console. Il museo è ospitato dagli anni settanta in un edificio del XIX secolo e fu voluto in memoria di Remo Pastori, un gallerista di Torino[17].

### Santo patrono e feste patronali
Il santo patrono di Calice Ligure è San Nicolò, anche noto come San Nicola di Bari, San Nicola di Myra o San Nicolao. Nel comune, per una precisa ragione storica, sono festeggiate due diverse feste patronali: la festa solenne, a valenza religiosa, e la festa liturgica, a valenza civile e religiosa.
La chiesa parrocchiale di San Nicolò a Calice Ligure conserva oggi due statue del santo patrono. La statua dei poveri, più antica e piccola, e la statua dei ricchi, più recente e grande. Fino al 1872 nella chiesa si trovava la sola statua dei poveri ed il patrono era festeggiato il giorno 6 dicembre (giorno di San Nicola) con una cerimonia solenne: la messa era celebrata da parte di tutti i sacerdoti del comune ed i partecipanti che si fossero confessati e comunicati acquisivano l’indulgenza plenaria.
Nel 1872, grazie alle offerte pervenute dai compaesani emigrati in America, i calicesi riuscirono a far realizzare una nuova statua di San Nicolò, da poter portare in processione per le vie del paese. Già nel 1871 la popolazione constatò che il 6 dicembre era un giorno poco adatto per la festa patronale, a causa del clima autunnale e delle scarse ore di luce. Don Bonagiunta Conio, facendosi interprete dei desideri del popolo, in data 20 gennaio 1872 indirizzò una supplica alla Santa Sede tramite il Vescovo di Savona, chiedendo la trasposizione della festività religiosa dal giorno 6 dicembre alla prima domenica di maggio, periodo ritenuto come più conveniente e più adatto. La richiesta ottenne esito positivo e fu approvata dalla Sacra Congregazione dei Riti con decreto del 22 febbraio 1872. La prima domenica di maggio dell’anno 1873 si svolse l’inaugurazione della statua dei ricchi.
Dall’anno 1873, a Calice Ligure, San Nicolò viene pertanto festeggiato due volte all’anno. La prima domenica di maggio si svolge la festa solenne, a sola valenza religiosa, con cerimonia solenne e processione. Il 6 dicembre si svolge la festa liturgica, a valenza religiosa e civile, con una funzione liturgica semplice, senza manifestazioni esteriori e la chiusura di scuole e pubblici uffici.

## Geografia antropica
Il territorio comunale è costituito, oltre che dal capoluogo, dall'unica frazione di Carbuta - storicamente riconosciuta dalla comunità calicese e dallo statuto comunale - per una superficie territoriale di 20,60 km².
Confina a nord con il comune di Mallare, a sud con Tovo San Giacomo e Finale Ligure, ad ovest con Bormida e Rialto e Tovo San Giacomo, ad est con Mallare, Orco Feglino e Finale Ligure.

## Patrimonio boschivo
Censito dal Ministero delle politiche agricole alimentari e forestali nel suo territorio esiste un leccio in località Carbuta di 290 anni (datato 1732).

## Economia
Calice Ligure basava, fino ad alcuni anni fa, principalmente la sua economia sulla coltivazione degli alberi da frutto come pesca, arancio, vite e ulivi. Era molto attiva la lavorazione del legno - oggi in poche aziende artigiane rimaste - e nel passato l'estrazione di grafite in una miniera del territorio era fonte di lavoro per gli abitanti della borgata di Cravarezza, ormai completamente disabitata. La miniera ha cessato la propria attività da oltre cinquant'anni. Un buon numero di lavoratori calicesi gravitano oggi nell'area di Finale Ligure, soprattutto dipendenti delle industrie aeronautiche Piaggio.
Fiorente nel periodo estivo il turismo vacanziero che può giovarsi di alcune strutture ricettive presenti sul territorio. Il commercio locale si giova della presenza di alcune attività di vendita al dettaglio e di una storica cooperativa di consumo molto attrezzata.
Calice Ligure è stato uno dei primi comuni della Liguria, assieme a Varese Ligure nello spezzino e Bormida ed Osiglia, ad avere una fattoria eolica della potenza di 2,5 MW e in via di prossima autorizzazione un potenziamento per altri 2,55 MW.

## Infrastrutture e trasporti

### Strade
Calice Ligure è situata all'interno di Finale Ligure, da Finalborgo si raggiunge percorrendo la strada provinciale 17 che costeggia il torrente Pora percorrendo circa 5 km. Da Calice si può poi proseguire per la frazione di Carbuta e le località di Pian dei Corsi e Colle del Melogno da dove si può raggiungere sia Bormida, sia Osiglia, oppure immettersi nella strada provinciale 490 del Colle del Melogno che conduce a Calizzano e, valicando il confine ligure-piemontese, a Bagnasco nella val Tanaro. Proseguendo lungo il Pora si raggiunge il comune di Rialto.

## Amministrazione
| Periodo          | Periodo         | Primo cittadino    | Partito                                              | Carica      | Note   |
| ---------------- | --------------- | ------------------ | ---------------------------------------------------- | ----------- | ------ |
| 1831             | 1836            | Filippo Cesio      |                                                      | Sindaco     |        |
| 1844             | 1847            | Giuseppe Cesio     |                                                      | Sindaco     |        |
| 1848             | 1850            | Giovanni Cesio     |                                                      | Sindaco     |        |
| 1850             | 1877            | Giacomo Massa      |                                                      | Sindaco     |        |
| 6 giugno 1985    | 8 giugno 1990   | Luigi Bianchi      | Democrazia Cristiana                                 | Sindaco     |        |
| 8 giugno 1990    | 24 aprile 1995  | Luigi Bolla        | Democrazia Cristiana                                 | Sindaco     |        |
| 24 aprile 1995   | 14 giugno 1999  | Enrico Richeri     | lista civica di centro-sinistra                      | Sindaco     |        |
| 14 giugno 1999   | 14 giugno 2004  | Enrico Richeri     | Democratici di Sinistra                              | Sindaco     |        |
| 14 giugno 2004   | 8 giugno 2009   | Gio Batta Decia    | Insieme per Calice (lista civica di centro-sinistra) | Sindaco     |        |
| 8 giugno 2009    | 26 maggio 2014  | Livio Sterla       | Nel cuore Calice (lista civica di centro-destra)     | Sindaco     |        |
| 26 maggio 2014   | 5 febbraio 2016 | Salvatore Paonessa | Nel cuore Calice (lista civica di centro-destra)     | Sindaco     | [ 21 ] |
| 24 febbraio 2016 | 6 giugno 2016   | Livio Sterla       | Nel cuore Calice (lista civica di centro-destra)     | Vicesindaco | [ 22 ] |
| 6 giugno 2016    | 4 ottobre 2021  | Alessandro Comi    | Condividere Calice (lista civica)                    | Sindaco     |        |
| 4 ottobre 2021   | in carica       | Alessandro Comi    | Condividere Calice (lista civica)                    | Sindaco     |        |